# 南原市
南原市（：／ Namwon si */?），是一座位於韓國全北特别自治道的城市。
在這裡，有朝鮮古典傳說代表作《春香傳》的背景廣寒樓。此外，這裡也是韓國民謠的故鄉，伽耶琴、團扇等傳統工藝亦非常興盛。
在韓國的自治體的名字之中，「南原」這個名字的使用時期非常悠久，在統一新羅的景德王即位之前即已使用。
另外，南原亦有「愛的城市」之稱。

## 地理
南原所在的位置為一由蟾津江形成的盆地，被東邊的小白山脈以及西邊的富興山脈包圍。此外，蓼川亦流徑南原。另外，南原的東南方為前往智異山的登山口。
南原市西鄰任實郡和淳昌郡，北接長水郡，東鄰慶尚南道的咸陽郡與河東郡，南接全羅南道的求禮郡及谷城郡。

## 氣候
南原市的年平均氣溫為12.7℃，其中1月平均氣溫為0.4℃，7月則為25.9℃。因南原位處於多山的盆地，而濕度也很高，其氣候也因而有非常大的變異。另外，在南原的風力通常比較薄弱，風在冬天時從北邊向西吹、在夏天時從南邊向西吹。

## 歷史

### 行政區的演變

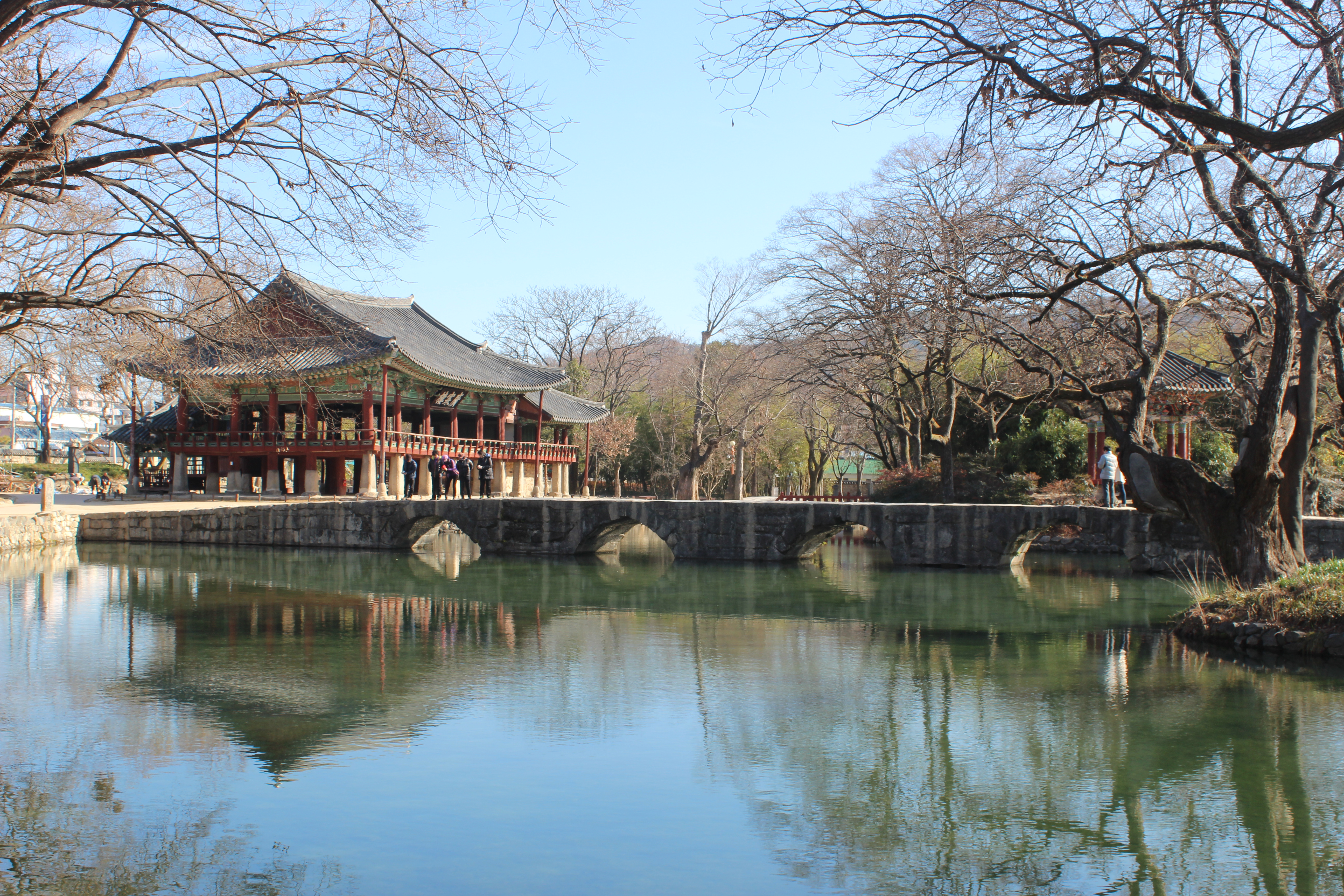
广寒楼苑

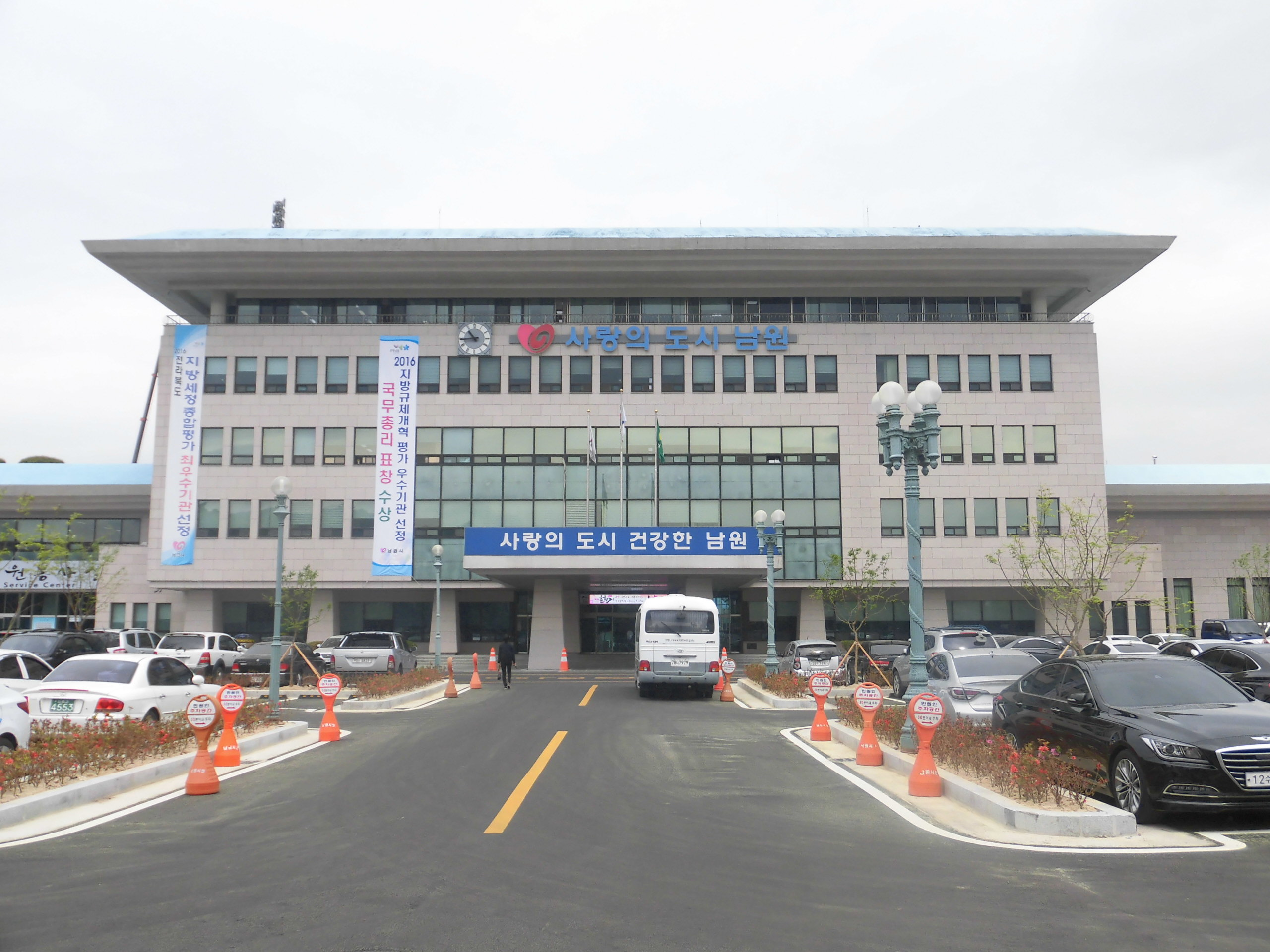
南原市廳

南原這個名字在統一新羅時代的685年首次被使用，在高麗時代為南原府、朝鮮王朝時代為南原都護府。南原府在1895年成立，翌年歸屬全羅北道。
- 1914年　南原郡成立
- 1931年　南原面升格為南原邑
- 1981年　南原邑升格為南原市
- 1995年　南原市與南原郡合併、雲峯面升格為邑

### 南原戰鬥
在1597年，南原曾經歷過戰爭的苦難，那就是壬辰戰爭中的南原戰鬥。在這個從8月13到16日的圍城戰中，在城內抵禦為數5萬6千名士兵的日本軍隊，只有3千3百名中國和朝鮮士兵，以及6千名婦孺。最後，日軍找到進城的方法，並且殺死城內所有士兵及平民。

## 行政
南原市合共由1邑、15面、7洞組成。
- 雲峯邑
- 朱川面
- 水旨面
- 松洞面
- 周生面
- 金池面
- 帶江面
- 大山面
- 巳梅面
- 德果面
- 寶節面
- 山東面
- 二百面
- 引月面
- 阿英面
- 山內面
- 東忠洞
- 竹巷洞
- 鷺岩洞
- 錦洞
- 王亭洞
- 鄉校洞
- 道通洞

## 文化

### 春香節
南原市每年都會舉辦一項名為春香節（춘향제）的活動，以紀念春香歌這個歷史悠久的愛情故事與民間傳說。春香祭是韓國最古老的慶典之一。
根據這個傳說，春香是一位年輕少女，與一位年輕官員夢龍相愛。然而，當夢龍因工作關係而要暫時離開南原的時候，一位不道德的地方長官——卞學道——卻趁這個時候強逼春香嫁給他。當夢龍得知這個事情後，便在回來南原後喬裝成平民。在此期間，他看到卞學道所作的各種各樣的不公行為。於是他便運用職權，將那位邪惡的長官處決。最後所有事情都得以撥亂反正，春香也重獲自由，再次與夢龍團聚。
有人宣稱這個故事是真確的，並嘗試為其定下其發生時的日子。不論這個傳說是否真實，南原市每年都有來自各地的訪客到來慶祝這個傳統節日。在這個時候，橫跨一條貫穿南原的河流的一條主要橋梁會被一些奇異的燈光照亮，而沿着河堤，也有小販售賣各式食品與物品。此外，在春香祭期間會有多項主要活動舉行，如春香選美大會，一個當地最美麗的女性居民可以參加的比賽，比賽時穿着全套韓國傳統襖裙。另一個活動是春香遊行，遊行人士會沿着市內河流的岸邊遊行。遊行隊伍由幾乎為全市所有的中學女生組成（人數大概不多於五百），而且都穿着全套赤古里、帶着一種樂器，長時間地遊行。此外，也有其他類型的遊行，男士或其他不是年輕女士的人，都可穿着韓服參與其中。整個春香節活動歷史四天，每晚都有煙花匯演照耀天空。
遊客於其他時日也可參觀一個以春香為題小型主題公園，當中模擬房子與庭院及扮演春香的工作人員。

## 觀光

### 名勝
- 萬福寺址 - 在高麗文宗統治時期的1046至1083年間興建
- 實相寺 - 一所佛教寺廟，位於智異山
- 廣寒樓園（或稱廣寒樓苑）- 一個象徵宇宙的傳統花園（通常被認為是與春香的故事有關）；廣寒樓就在園中
- 清虛府 - 進入廣寒樓園的正門
- 完月庭
- 春香舍堂 - 因紀念春香而建造
- 月梅之家
- 春香館　等等

### 旅遊設施
- 南原觀光公園
- 昇月台
- 愛的廣場
- 昇月橋（或稱愛之橋）
- 蓼川水上遊園地
- 南原樂園（Namwon Land）
- 觀景台　等等

## 交通
- 韓國鐵道全羅線南原驛
  - 此鐵路線因進行高標準化改良，原位於市中心的南原驛亦被遷移到位於郊外的新路線上。
- 88奧林匹克高速公路
  - 南原路邊服務區（只有往大邱方向才有） - 南原交通交匯處、智異山路邊服務區 - 智異山交通交匯處

## 姊妹城市
- 美國加州隆波克市
- 中華人民共和國江蘇省鹽城市（自1998年6月13日起）

## 圖片廊

南原郊外風景
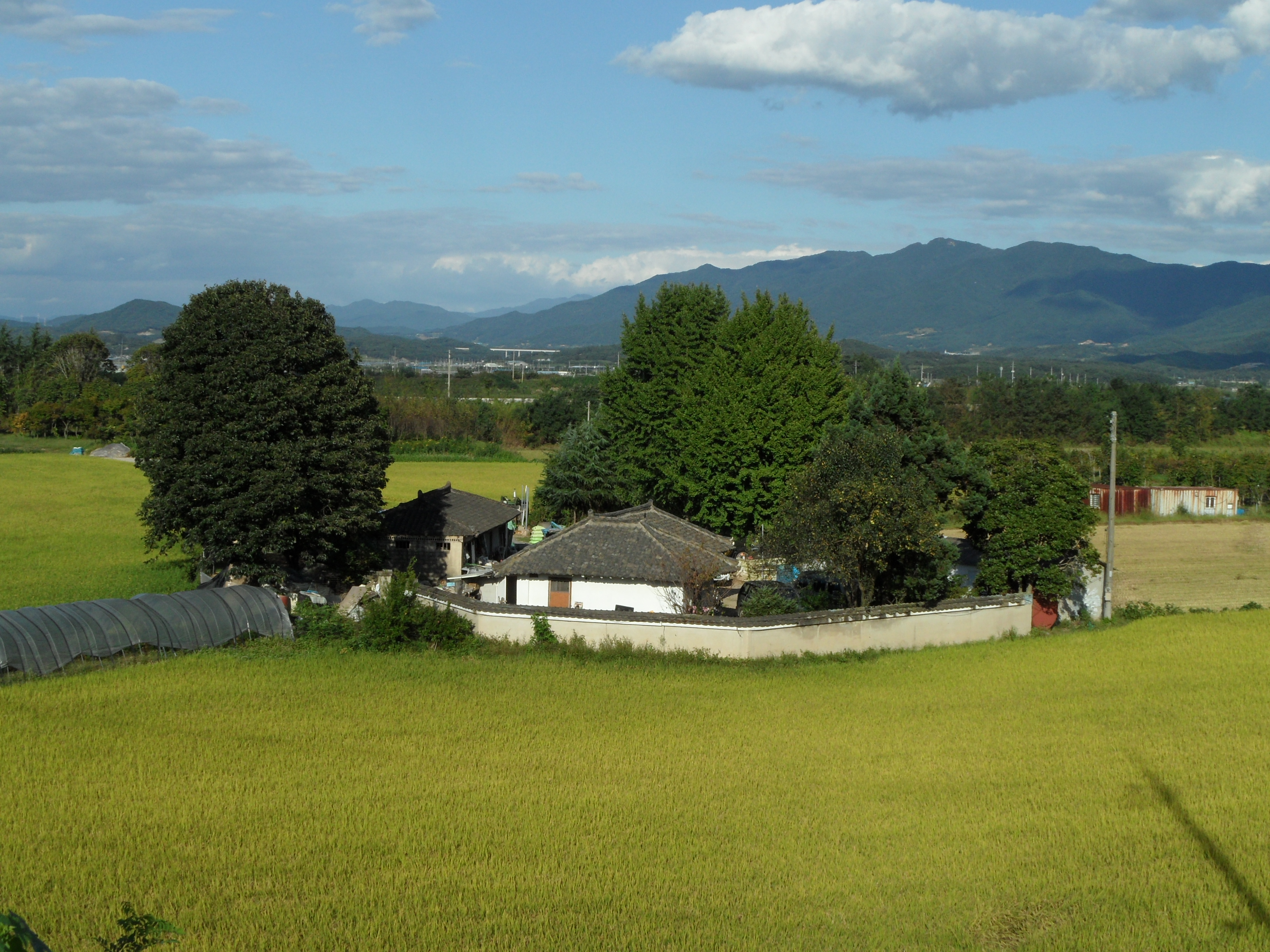
Namwon Countryside - Keumji Myeon - 2010(1)
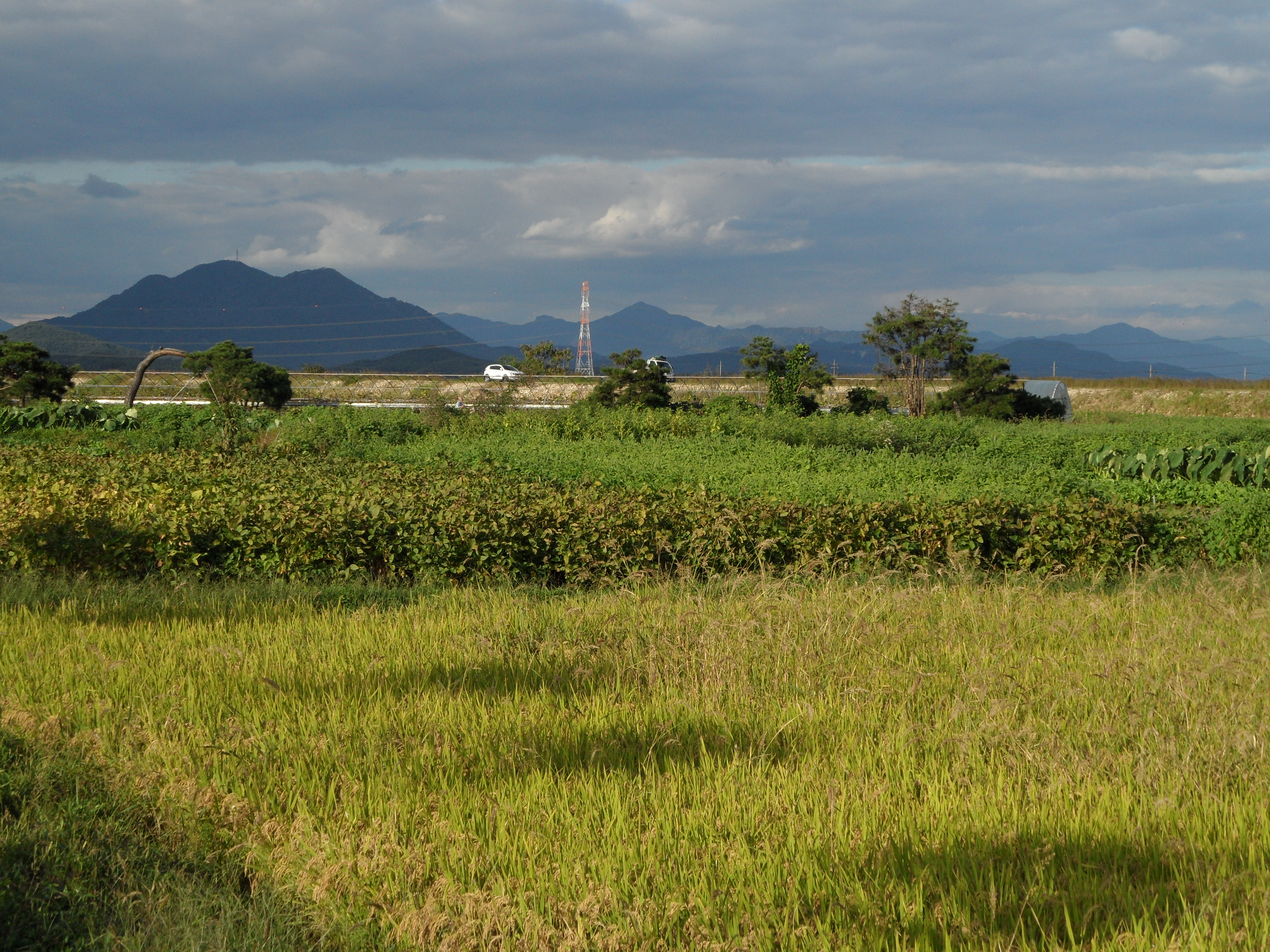
Namwon Countryside - Keumji Myeon - 2010(2)
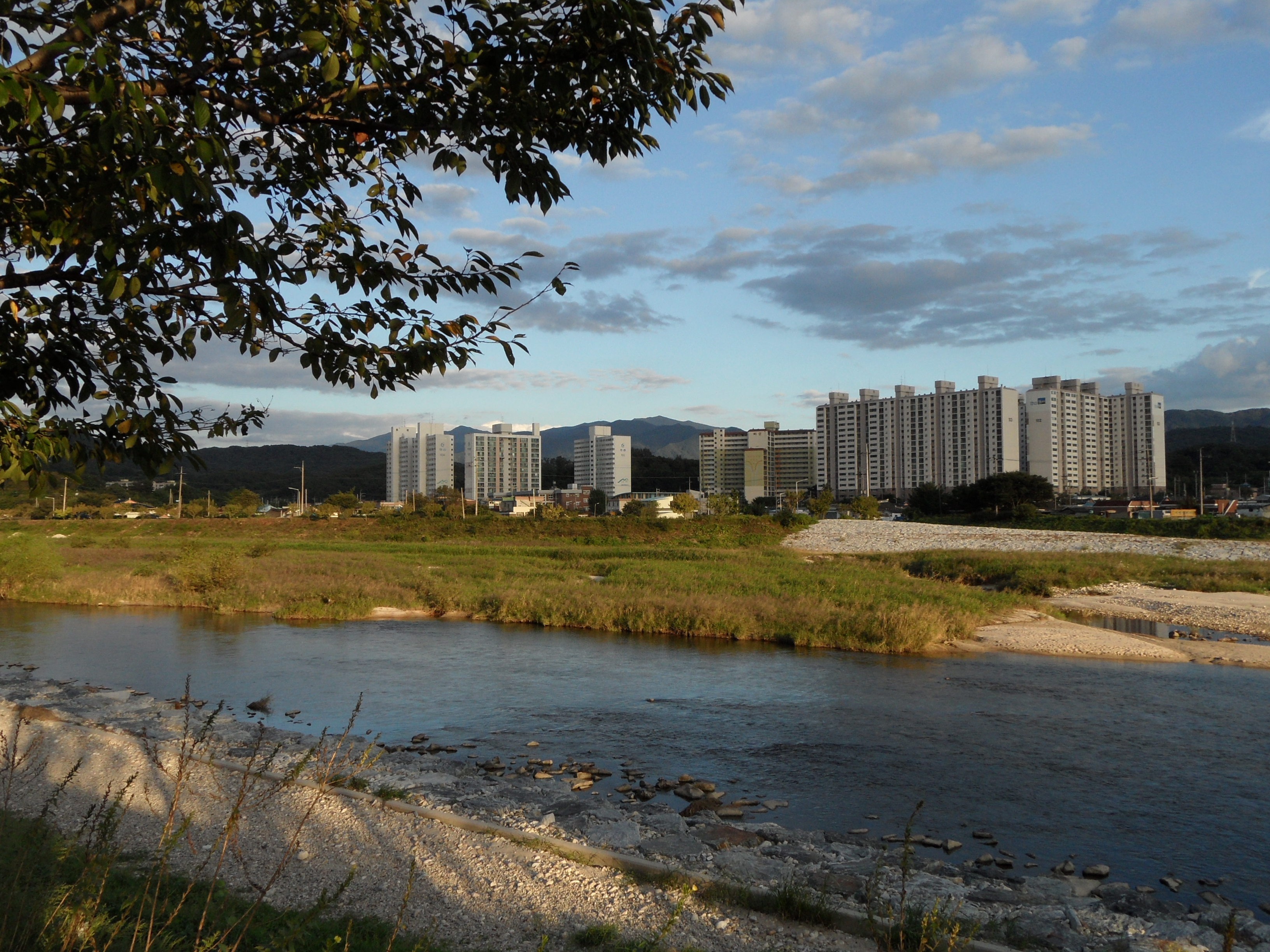
Namwon Countryside - Keumji Myeon - 2010(3)
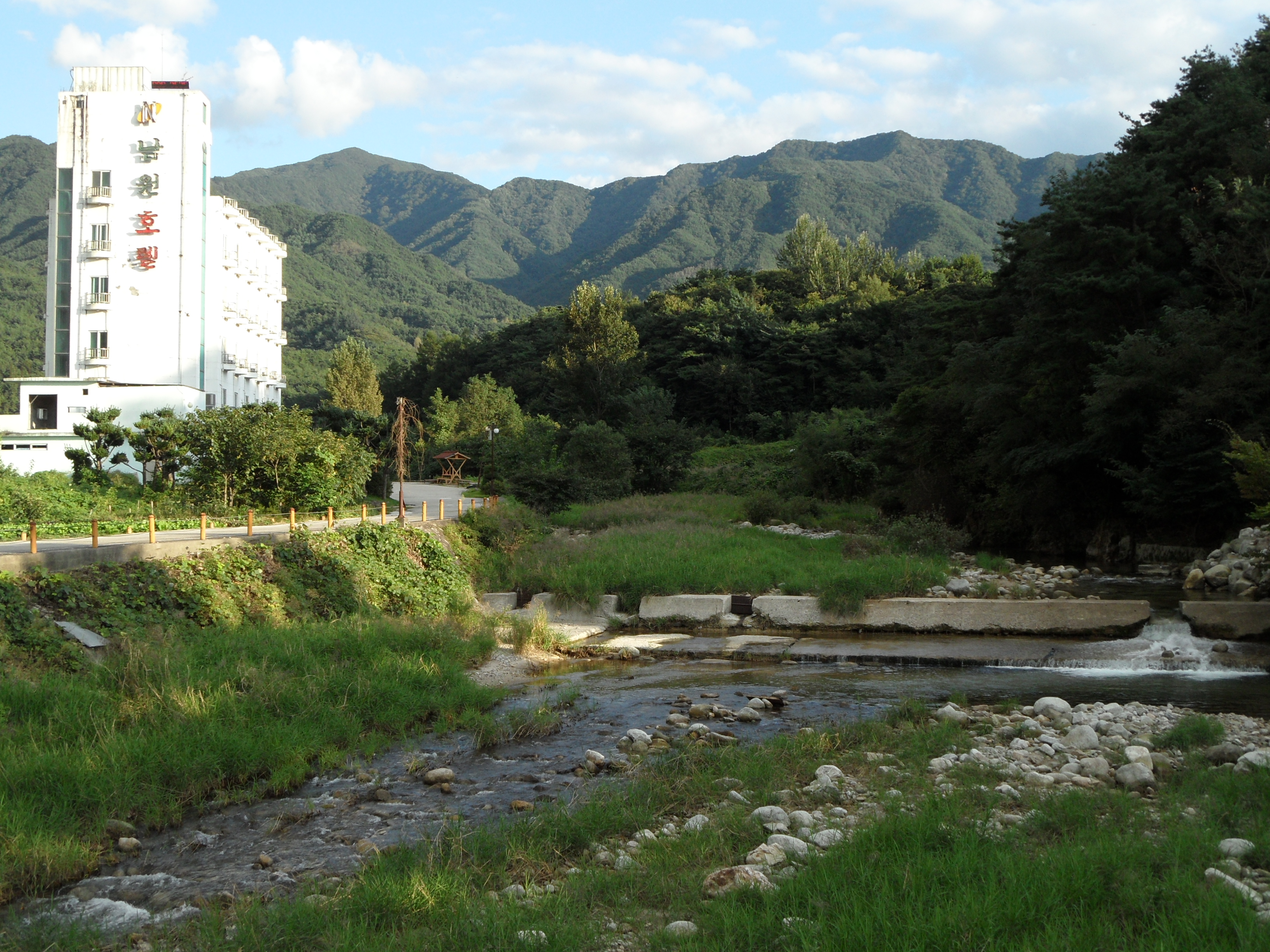
Namwon Countryside - Jucheon Myeon - 2010(1)
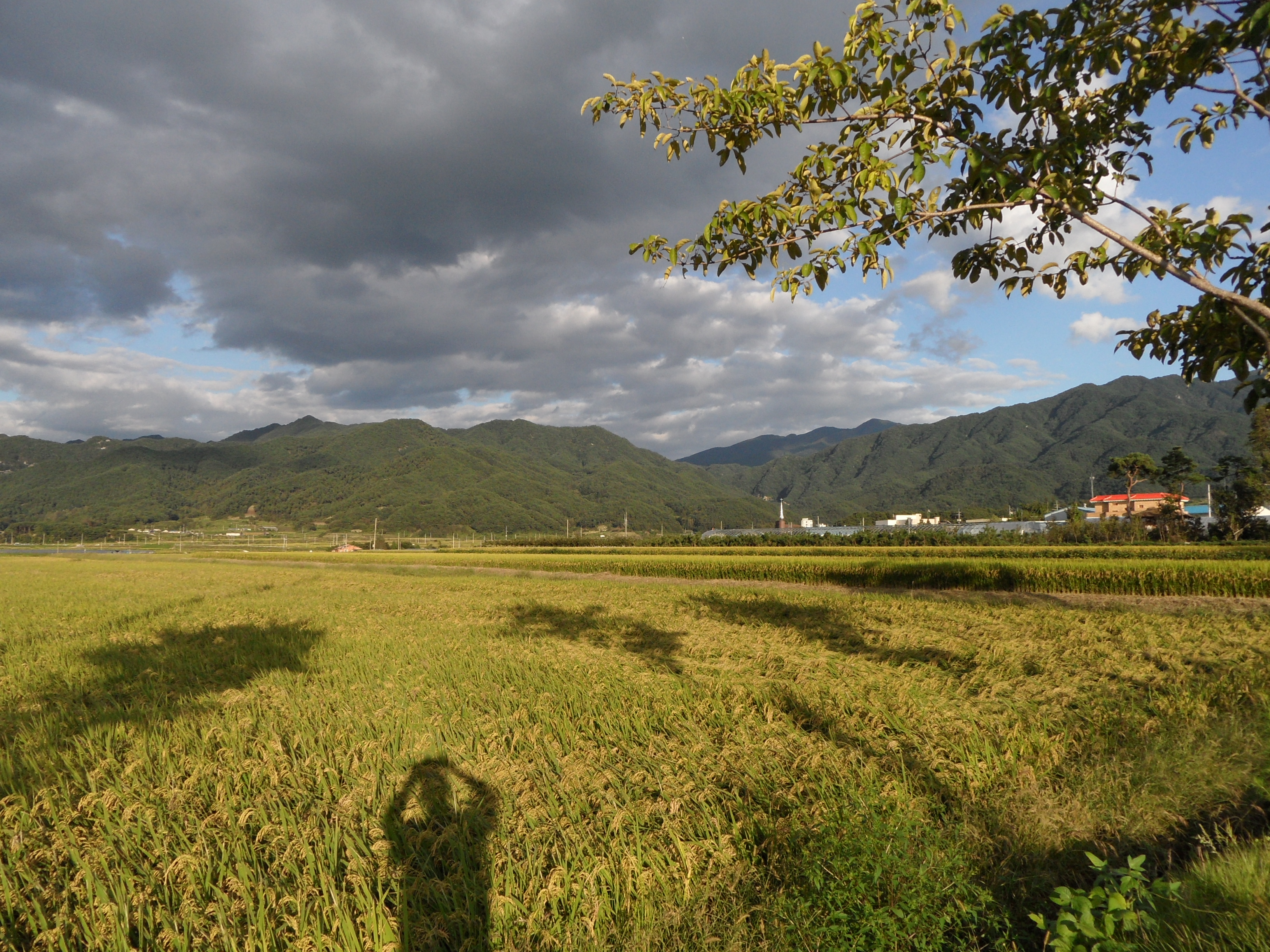
Namwon Countryside - Jucheon Myeon - 2010(2)
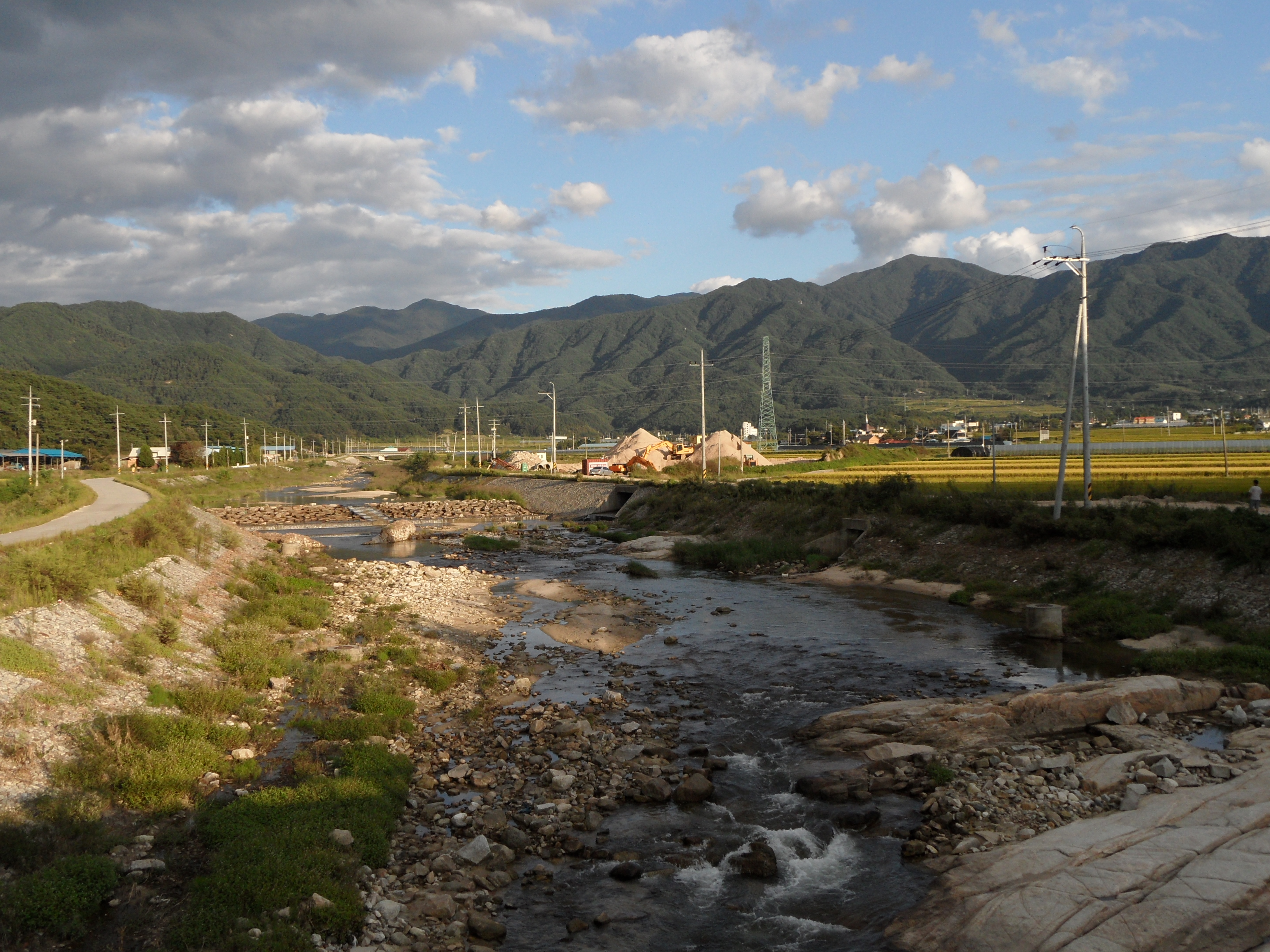
Namwon Countryside - Jucheon Myeon - 2010(3)
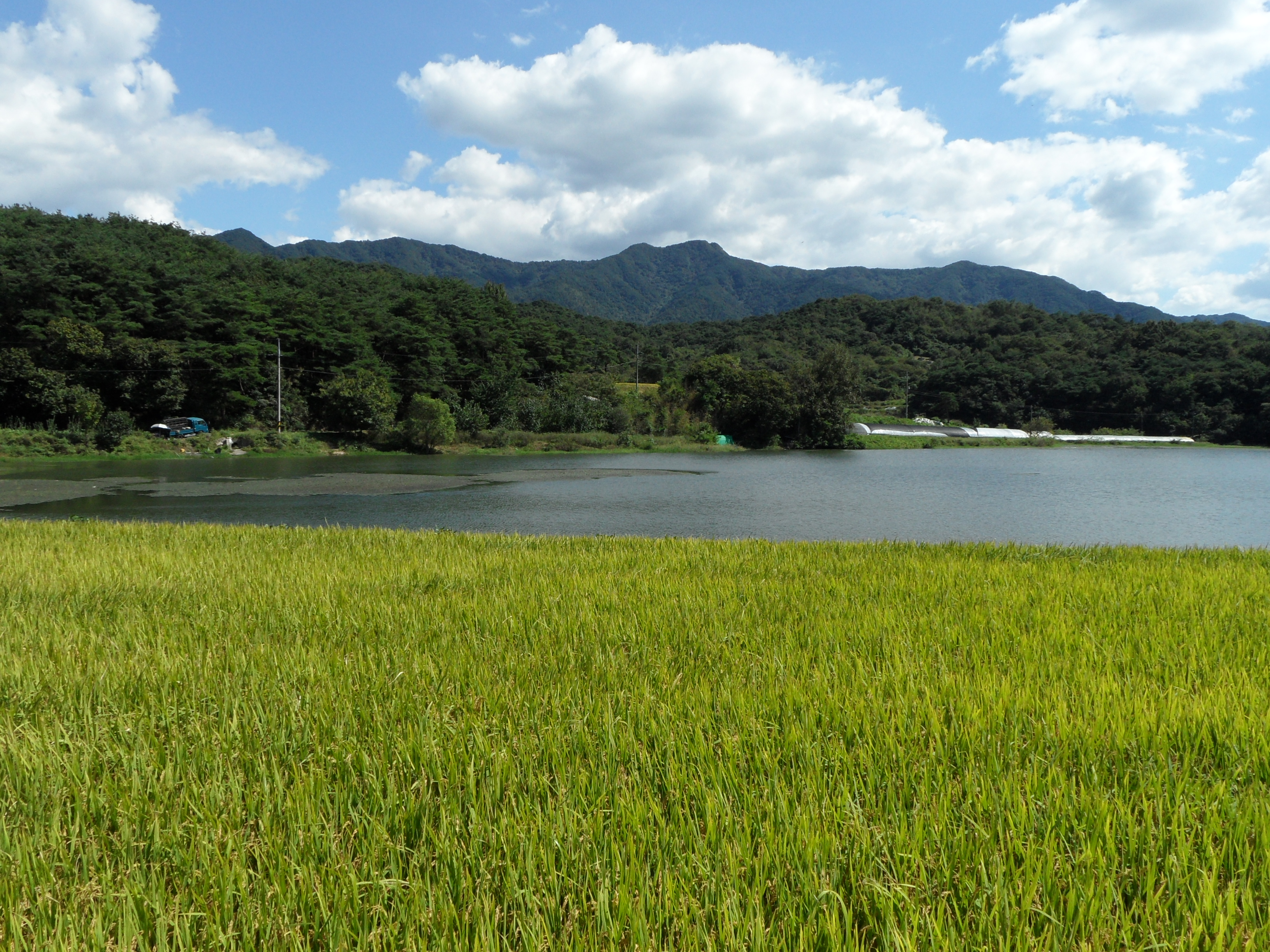
Namwon Countryside - Suji Myeon - 2010(1)
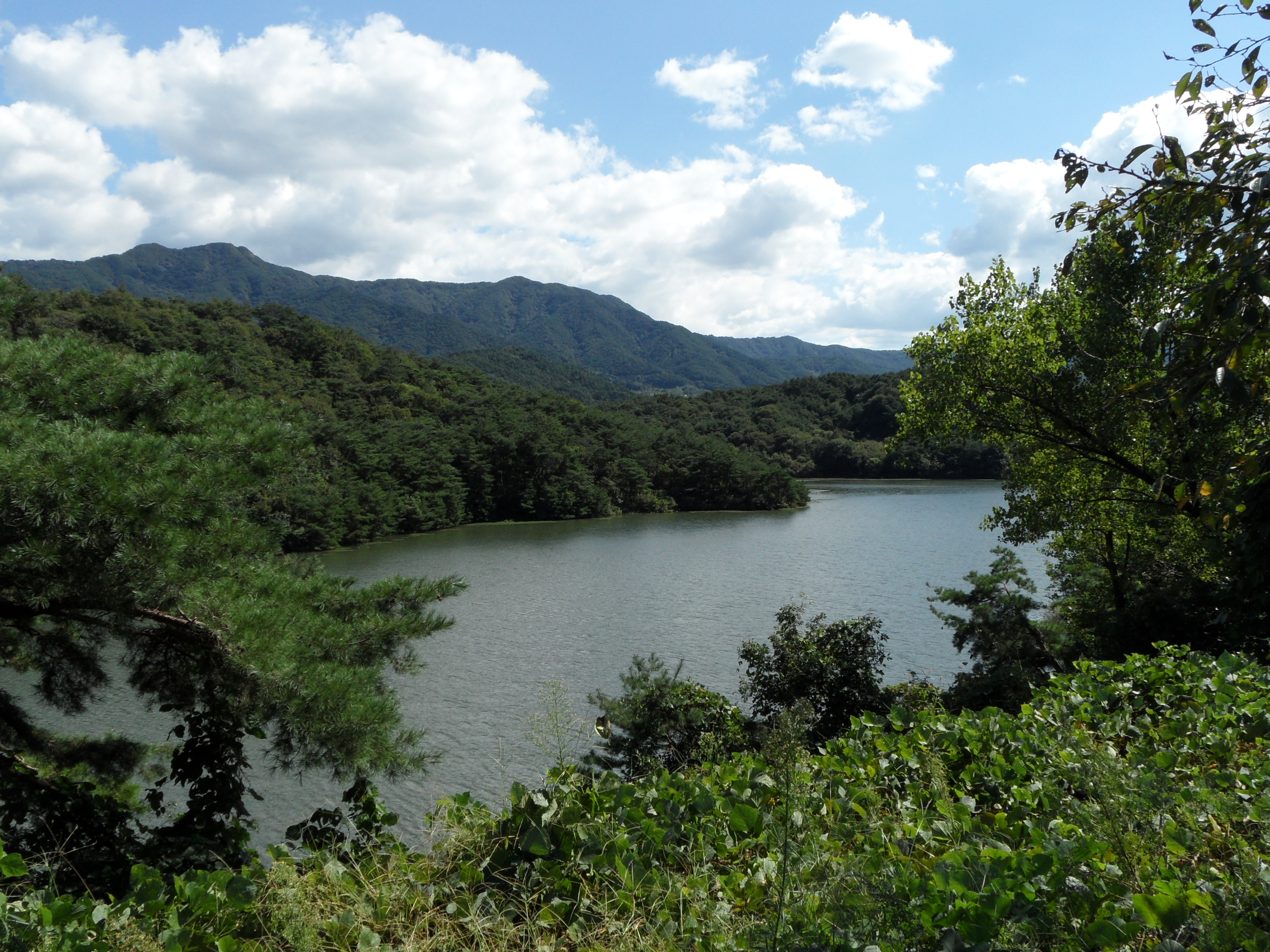
Namwon Countryside - Suji Myeon - 2010(2)
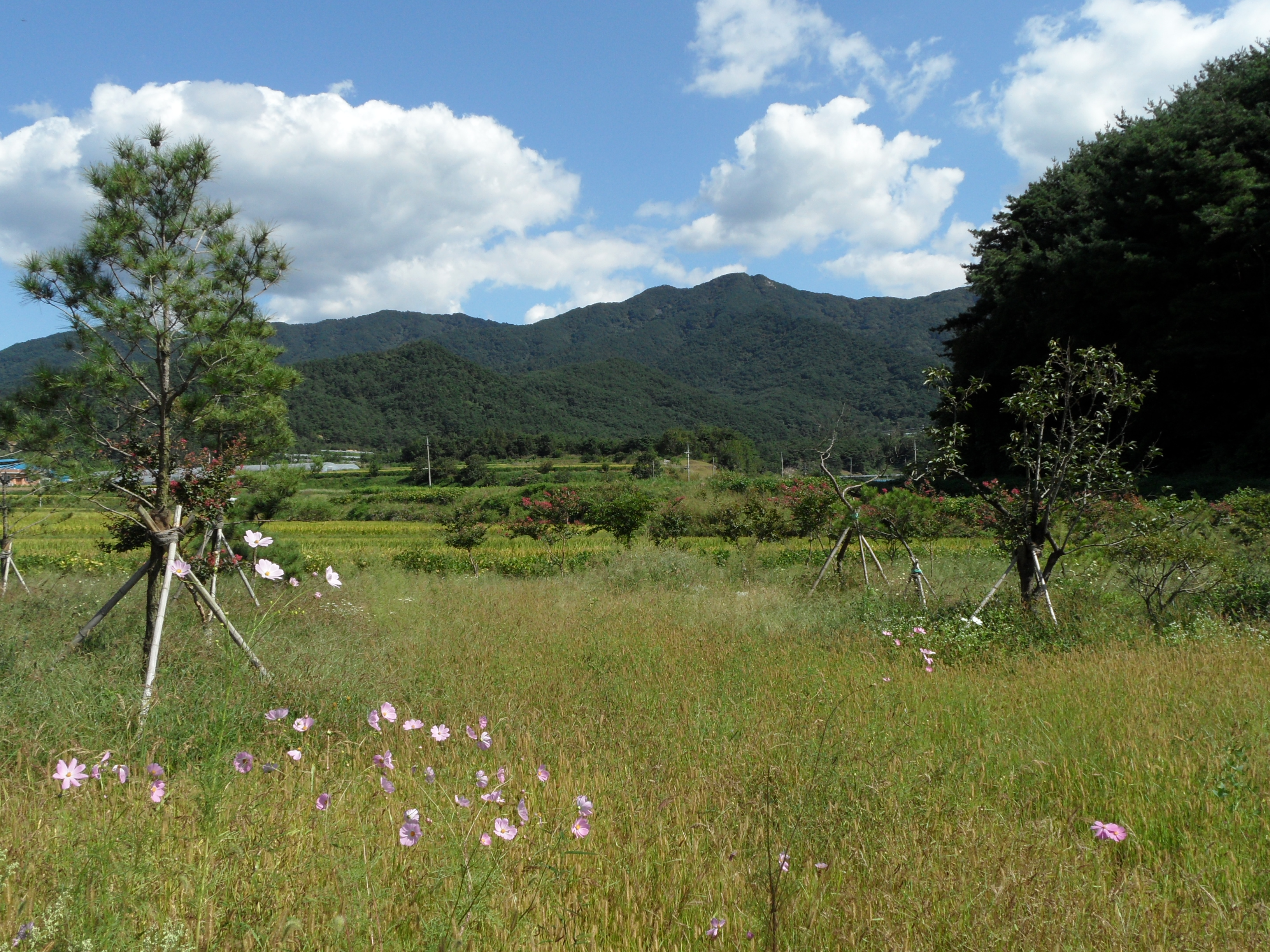
Namwon Countryside - Suji Myeon - 2010(3)
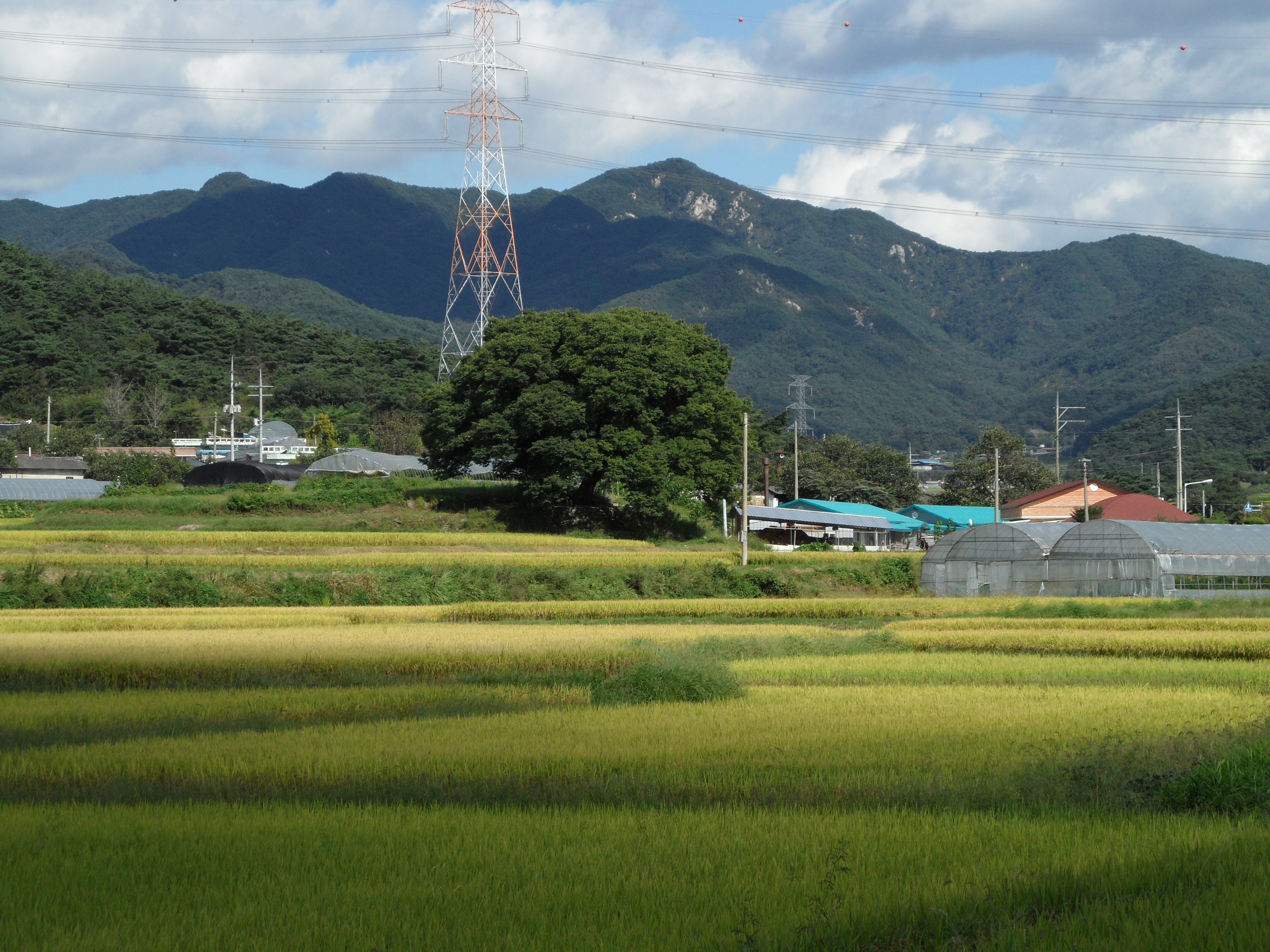
Namwon Countryside - Ibeak Myeon - 2010(1)
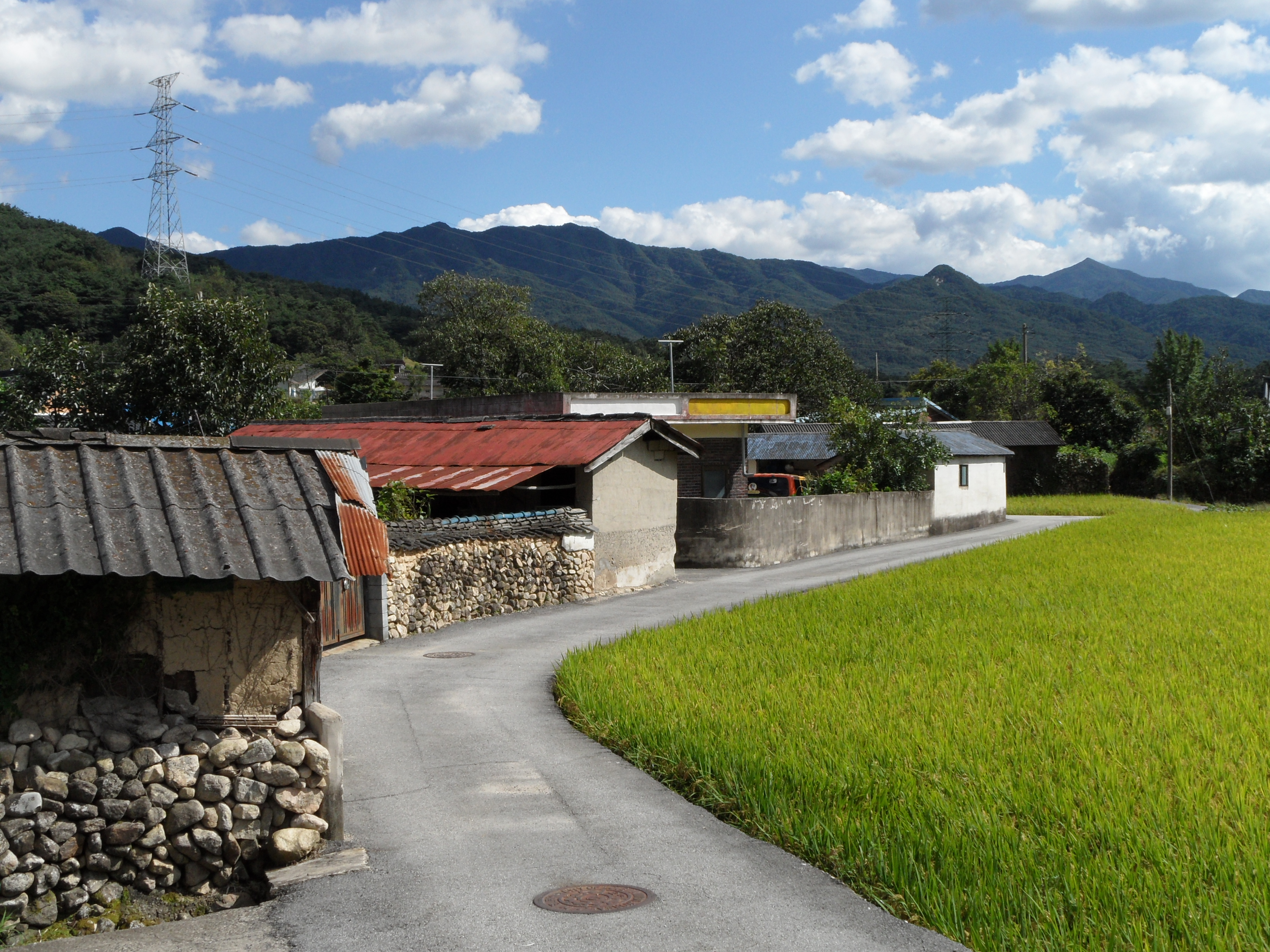
Namwon Countryside - Ibeak Myeon - 2010(2)
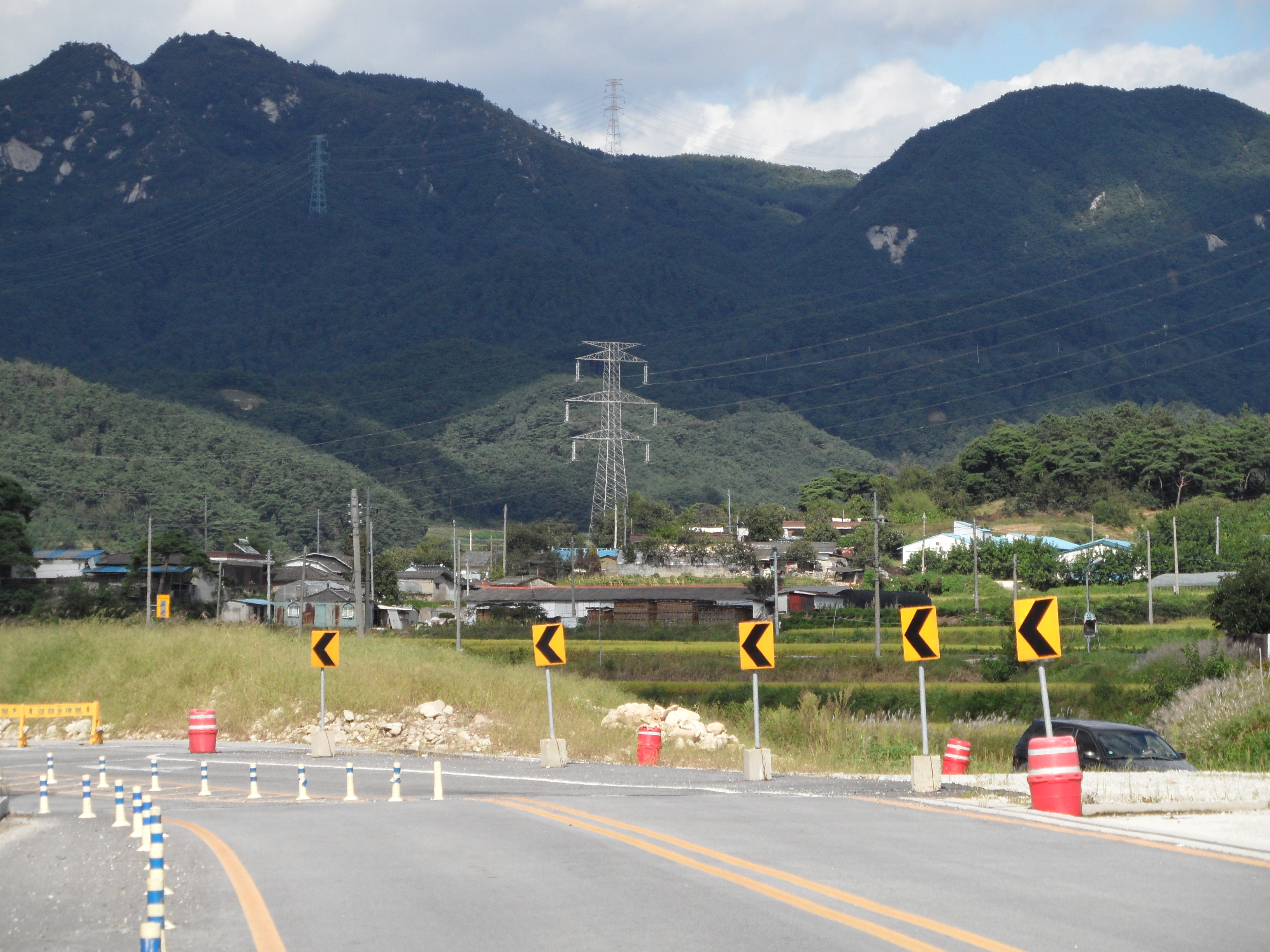
Namwon Countryside - Ibeak Myeon - 2010(3)
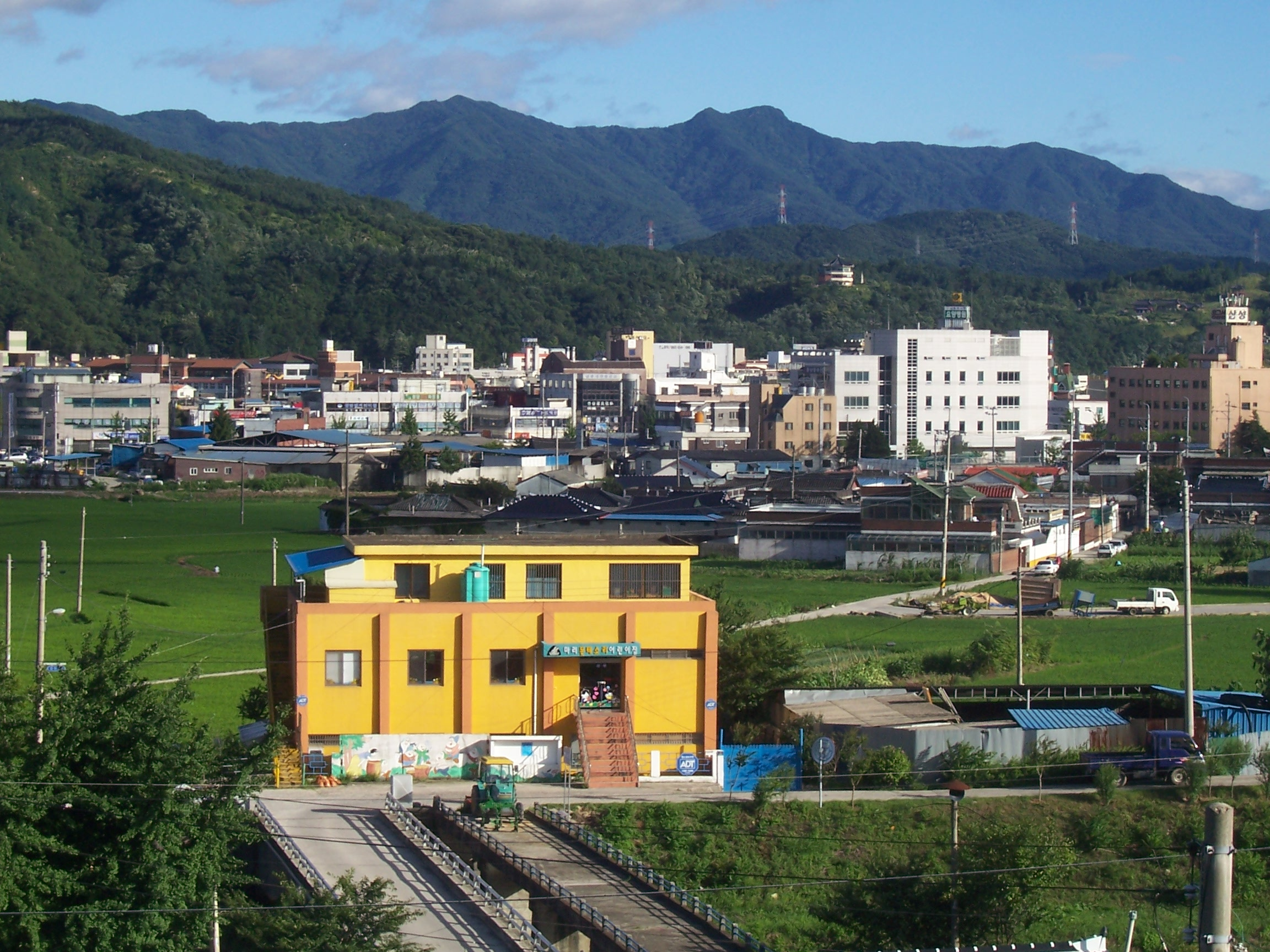
Namwon on a clear summer day - July, 2007.
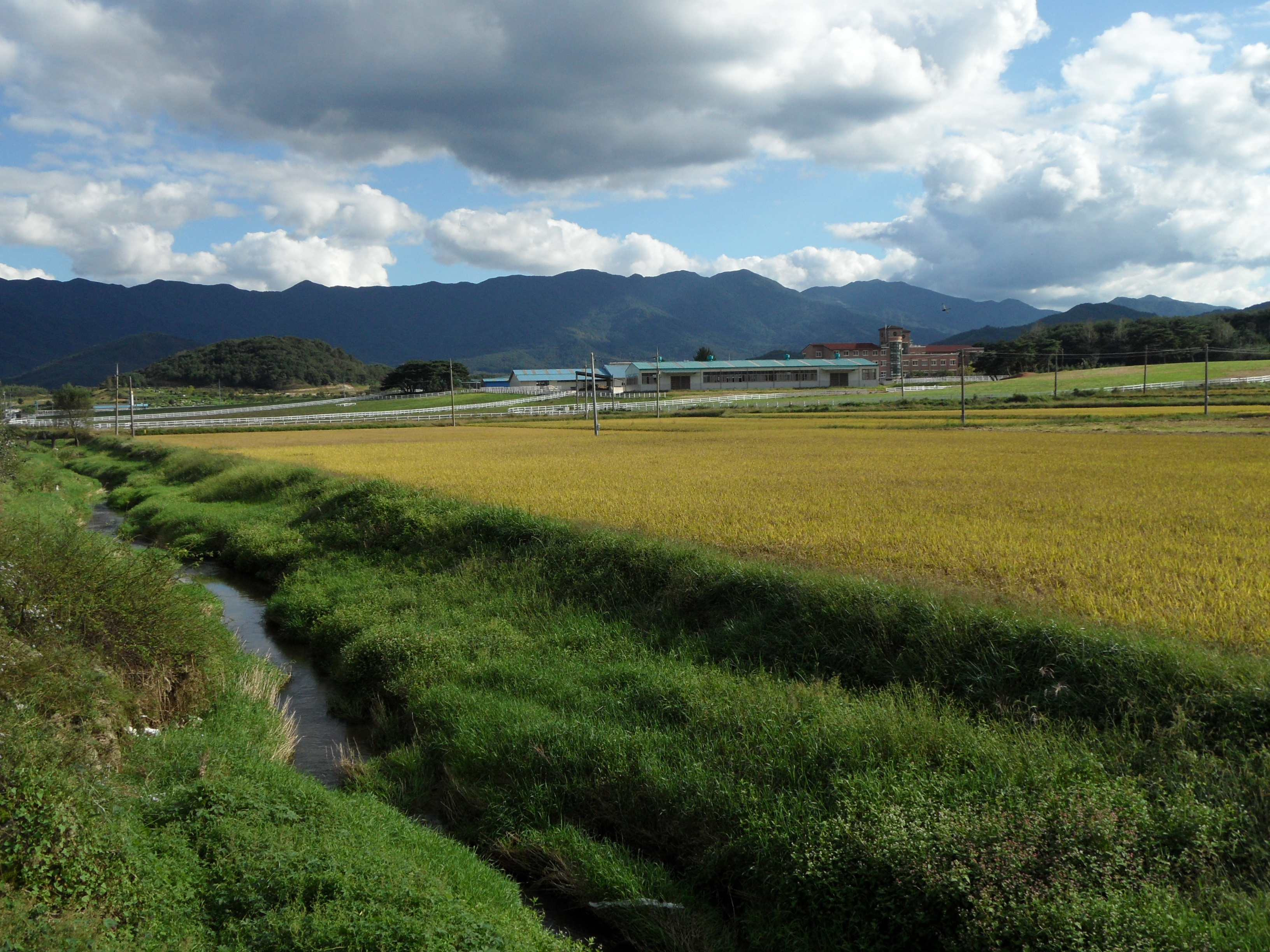
Namwon Countryside - Unbong Myeon - 2010(1)
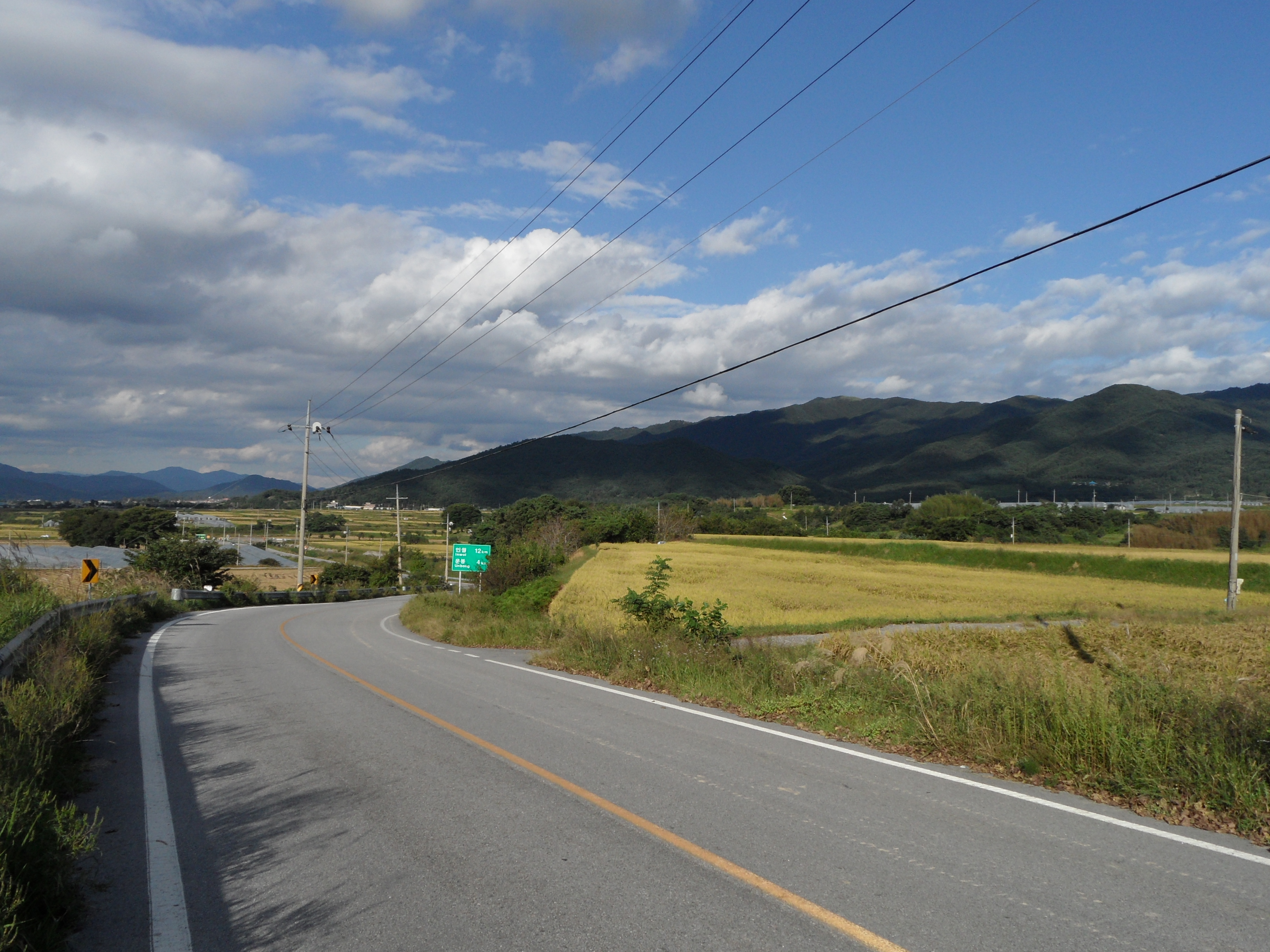
Namwon Countryside - Unbong Myeon - 2010(2)
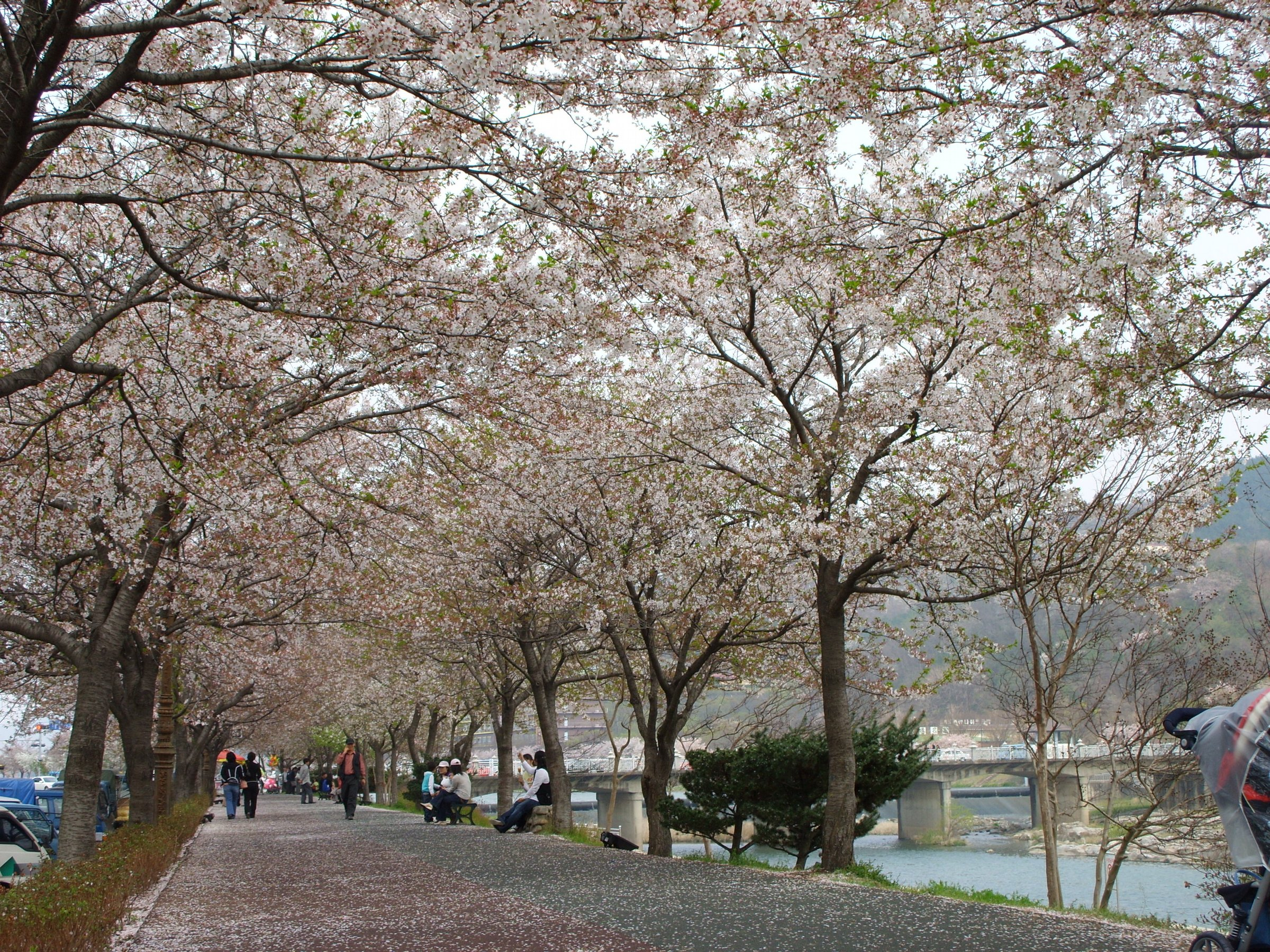
Yocheon River in spring (2008) - I
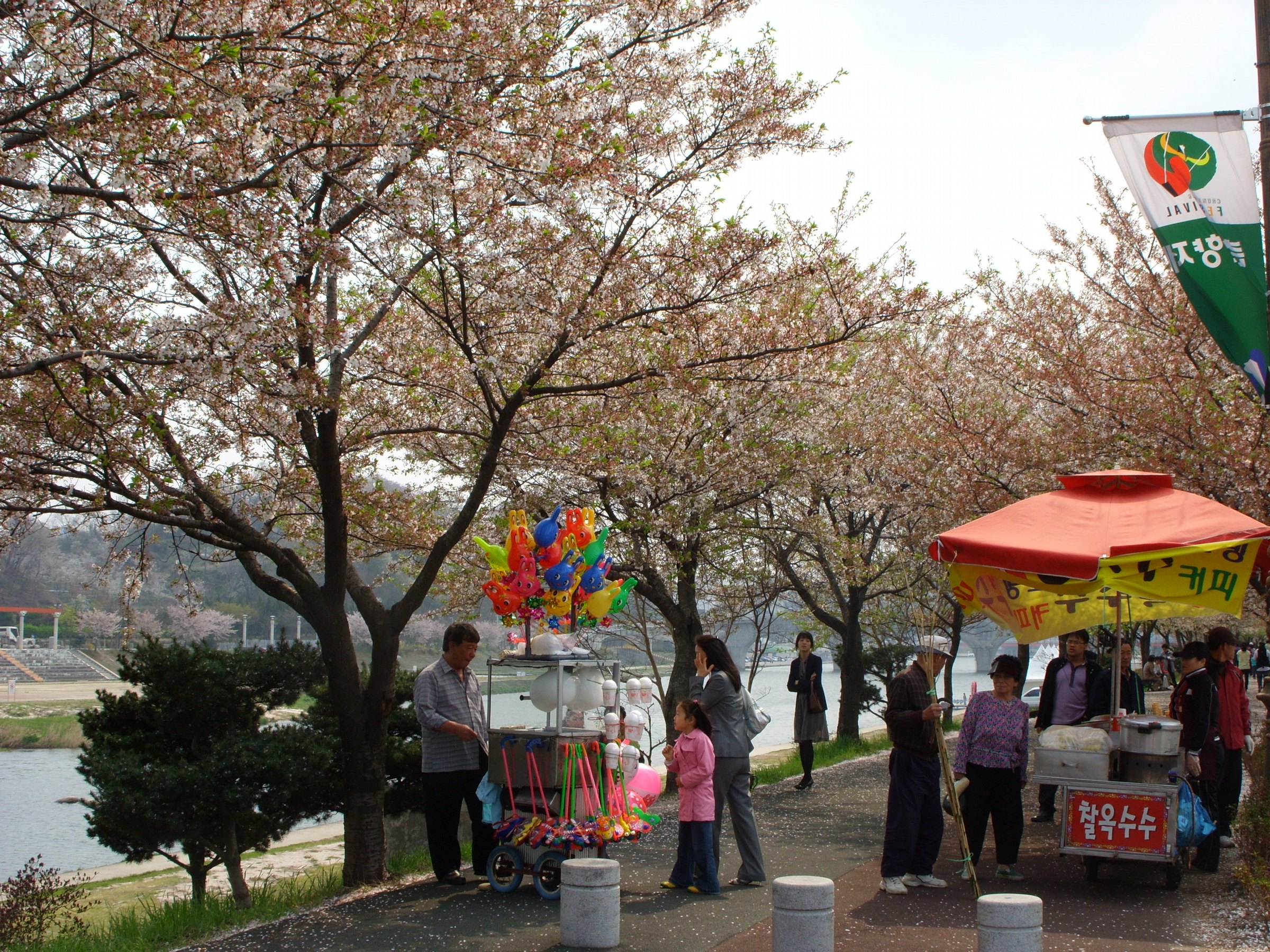
Yocheon River in spring (2008) - II
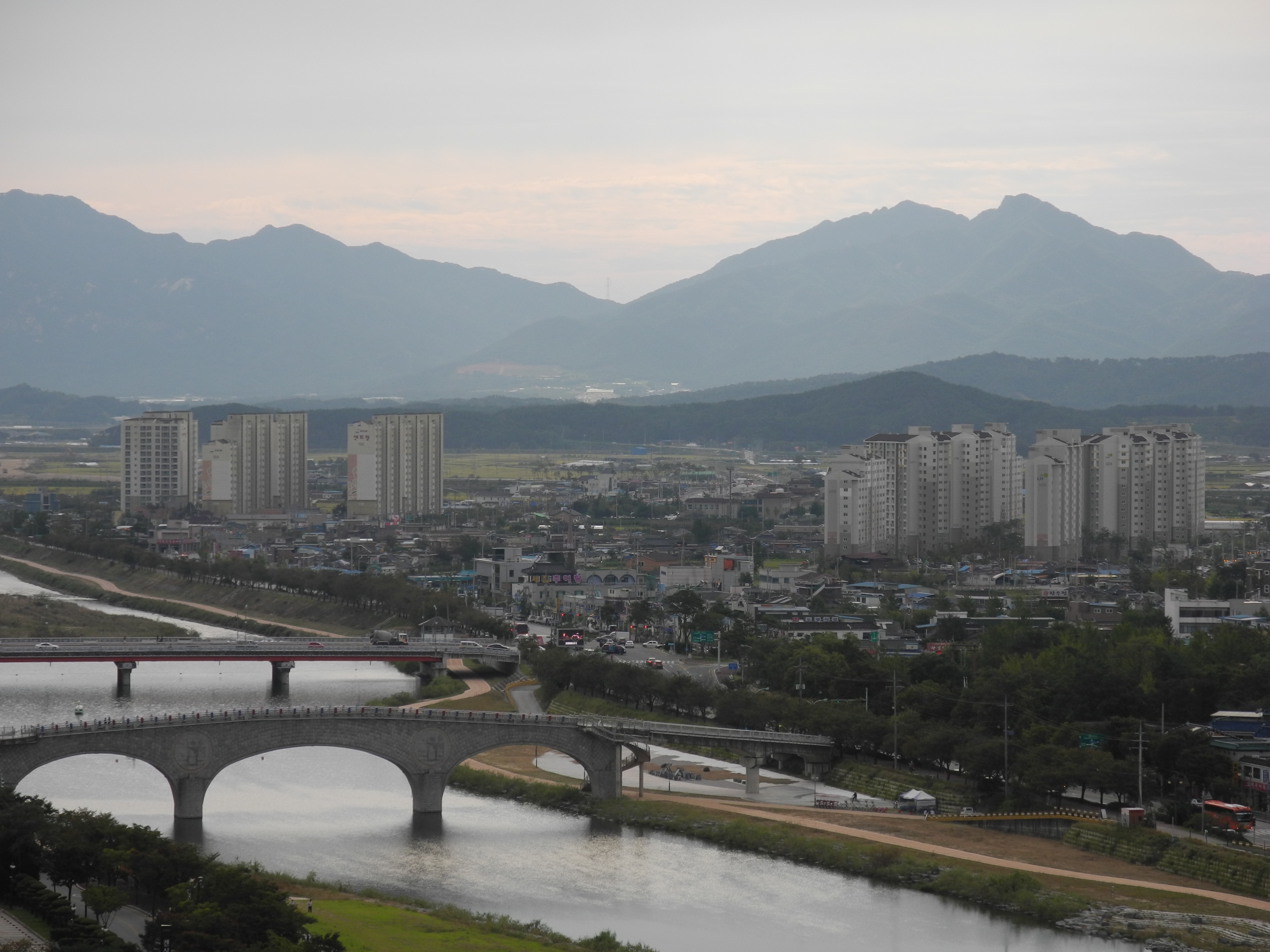
Namwon view from agibong mountain - 2012.

## 外部連結
- 南原市官方網站 （页面存档备份，存于）
- 南原市官方宣傳網站（英文）（日語）（简体中文）